# Louis-François Martinet
 Louis-François Martinet, né à Épernay en 1753, mort à Paris en 1836, est un chanoine régulier de la Congrégation de France. 

## Biographie
Curé génovéfain de Daon, il est élu député du clergé pour les États Généraux de 1789 pour la Sénéchaussées de l'Anjou. 
Il fait partie de l'Assemblée constituante jusqu'en 1791. Mais le 12 septembre 1791, peu avant la fin de la session parlementaire, il adhère à la protestation contre les actes de l'Assemblée. Après la fin de la session le 30 septembre, il disparaît de la vie politique.